# Городищенський Успіння Пресвятої Богородиці монастир
Городищенський Успіння Пресвятої Богородиці монастир (Городищенський Успенський печерний монастир, Ципівський скельний монастир, Монастир Ципове; рум. Mănăstirea Țipova) — чоловічий монастир Кишинівської єпархії Російської православної церкви в селі Ципово Резінського району Молдови.

## Історія
Перший монастирський комплекс із церквою Святого Хреста був видовбаний у скелі у XI–XII століттях. У XIII столітті він був притулком від татарських набігів. Другий комплекс із церквою Святого Миколая створений у XIV столітті. Найбільший комплекс з церквою Успіння Пресвятої Богородиці був видовбаний у XVI–XVIII століттях.

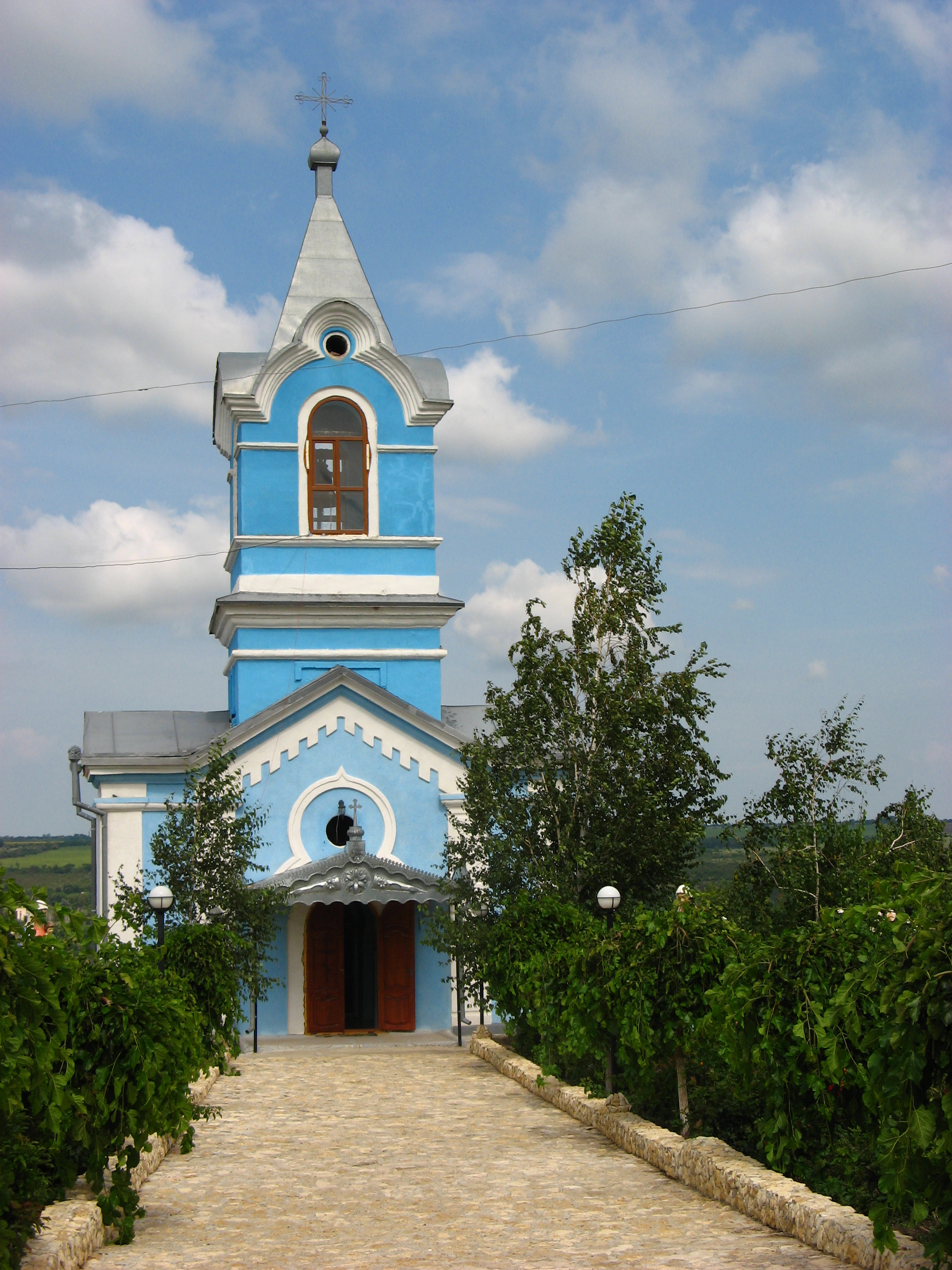
Церква на пагорбі

У 1776 році обитель відновлена ченцем Варфоломієм із Сахарнянського монастиря. У 1828 році збудовано комплекс на пагорбі. У 1842 році Городищенський монастир приписаний до Сахарнянського монастиря, а його землі передані Кипріанівському монастирю. У 1912 році храм на пагорбі відновлено ієромонахом Інокентієм.
У 1919 під керівництвом архімандрита Софронія (Няги) монастир знову став самостійним. У 1923 році в ньому проживав 21 насельник: 3 ієромонахи, 1 ієродиякон, 3 ченці, 6 рясофорів та 8 послушників. Під час Другої світової війни комплекс монастиря був частково зруйнований під час боїв за Дністер. У 1949 році монастир закритий радянською владою: комплекс на пагорбі було передано колгоспу, у церкві відкрили тютюнову лавку, печери зазнали пограбування, а братія перейшла до інших монастирів. У 1975 році колишній монастир взято під охорону держави.

Відроджений у 1994 році під керівництвом ієромонаха Андрія. 1995 року в монастирі було два насельники, 1996 — три. У 1996 році ієромонах Андрій переведений на парафію в Кам'янському районі і навесні 1997 його змінив ієромонах Анфім. У 1999 настоятелем став архімандрит Полікарп (Бирназ). У березні 2014 року його було звільнено від управління монастирем із формулюванням «за аморальну поведінку». У квітні того ж року настоятелем монастиря призначено архімандрит Іоанн (Мошнегуцу). 8 березня 2015 року він був поставлений на єпископа Сороцького, вікарія Кишинівської єпархії. Новим настоятелем став архімандрит Серафим (Розміриця).

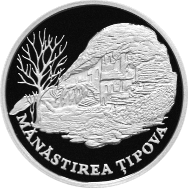
Пам'ятна монета «Ципівський монастир»
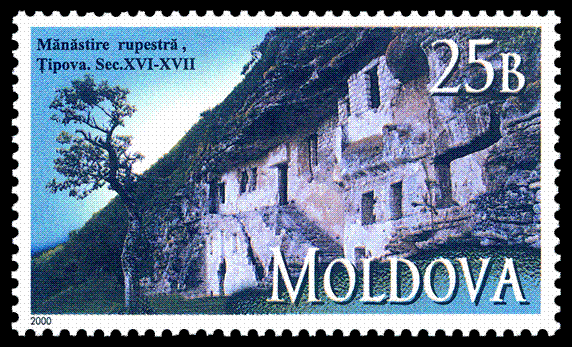
Поштова марка
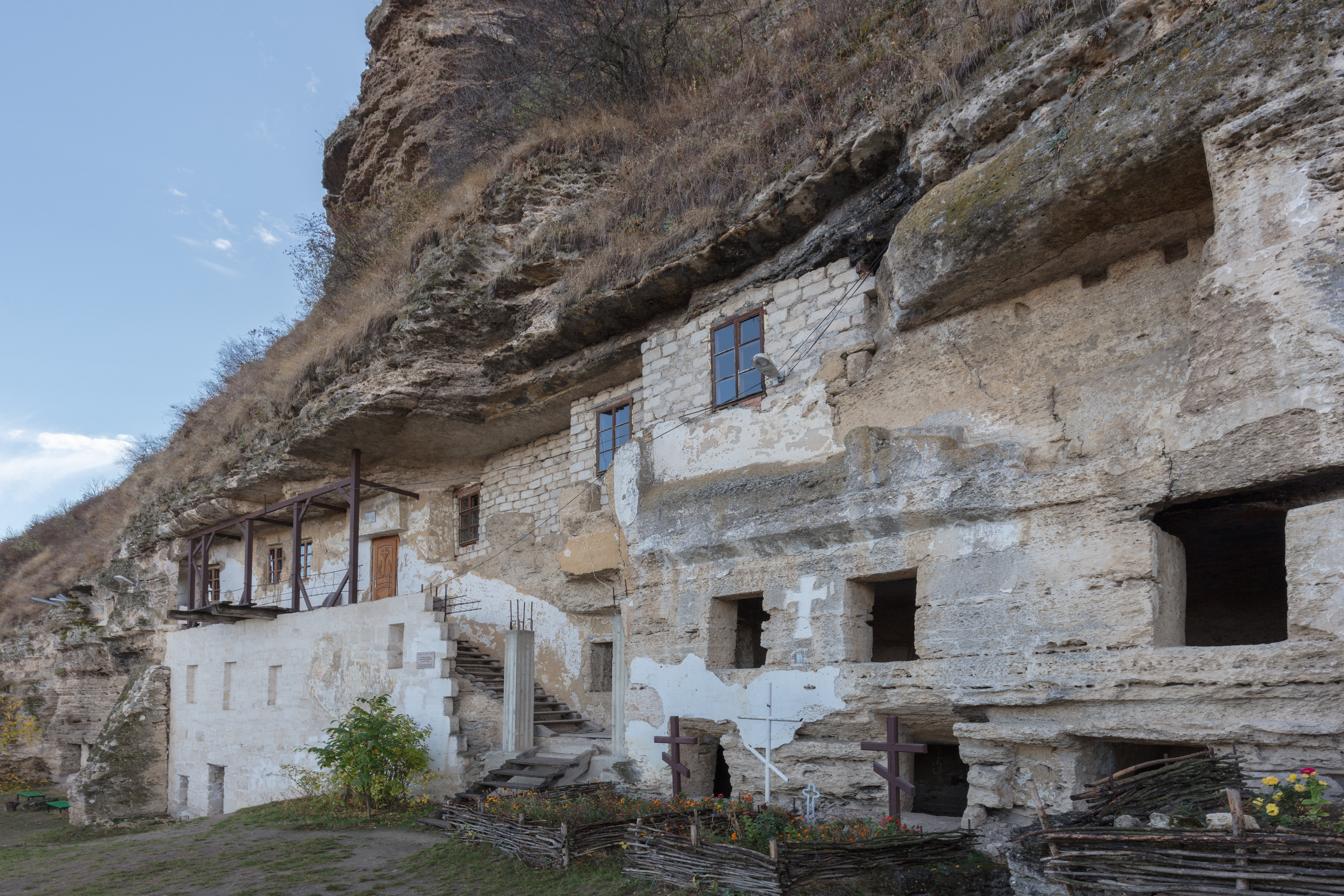
Скеляста церква
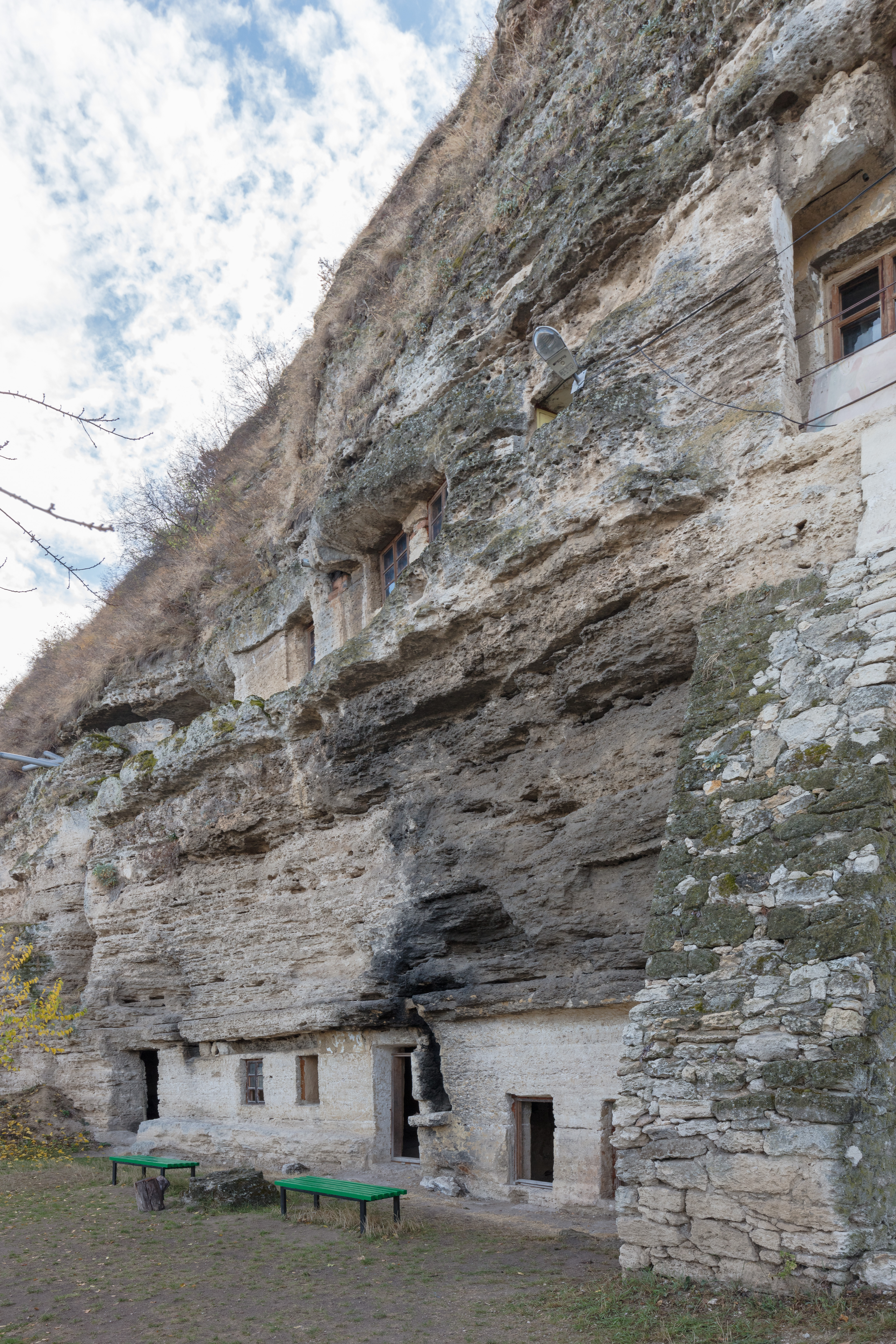
Скеляста церква